# Phloeostichidae
Phloeostichidae  là một họ bọ Cánh cứng trong phân bộ Polyphaga.